# Vochysia lucida
Vochysia lucida är en tvåhjärtbladig växtart som beskrevs av Karel Presl. Vochysia lucida ingår i släktet Vochysia och familjen Vochysiaceae. Inga underarter finns listade i Catalogue of Life.